# Емил Теодор Кохер
 Емил Теодор Кохер (на немски: Emil Theodor Kocher) е швейцарски хирург, носител на Нобелова награда за физиология или медицина. Той получава тази награда през 1909 г. за изследванията си в областта на физиологията, патологията и хирургията на щитовидната жлеза.

## Биография
Баща му Яков Александър Кохер по професия е инженер, а майка му Мария Кохер е религиозна жена. Под нейно влияние Кохер запазва за цял живот интереса си към философията и религията. Завършва начално и средно училище в Берн, а след това постъпва в медицинското училище към Бернския университет. През 1865 г. го завършва с отличие. Родителите на Кохер притежават добри финансови възможности и това му помага той да практикува при известни европейски хирурзи. В продължение на пет години той специализира хирургия във Виена, Париж, Берлин и Лондон. В Лондон той е учил под ръководството на сър Джоузеф Листър изиграл важна роля в развитието на хирургическата антисептика. Във Виена Кохер учи хирургия под ръководството на Теодор Билрот, разработил методика за операции на стомашно-чревния тракт, която и до днес се използва при хирургически интервенции.
Две години по-късно става професор по хирургия и директор на хирургическата клиника към Бернския университет. Тук вече той активно прилага изучените методи от своите преподаватели. Извършва множество операции на органите в гръдната и коремната област, оперира болни с травми, счупвания и изкълчвания, прави и неврохирургични операции. Успоредно с това провежда биохимични, бактериологични и клинико-патолого-анатомични изследвания.
Кохер разработва методика за обработка на рани с хлорни разтвори, начин за черепна трепанация при лечението на някои заболявания на главния мозък. Той описва необходимите условия за лечение на операционни включващи антисептични методи, превръща се в авторитетен специалист по лечение на огнестрелни рани.
Основната заслуга на Кохер е в изучаването на функциите на щитовидната жлеза и разработването на методи за хирургическо лечение на заболяванията ѝ, сред които и различните видове гуша. Прави успешни трансплантации на щитовидна жлеза, с което полага основите на трансплантологията.
Кохер е женен за Мария Уитчи, от която има три деца. Един от синовете му става хирург, който по-късно му помага в работата. Кохер е почетен член на Лондонското кралско хирургическо дружество и на няколко световни медицински дружества. През 1902 г. е избран за президент на Немското хирургическо дружество, а през 1905 г. за президент на I Международен хирургически конгрес в Брюксел.